# Steffi Marth
Pour les articles homonymes, voir Marth.
Steffi Marth, née le 19 août 1985 à Elsterwerda est une coureuse cycliste allemande, spécialiste du 4-cross en VTT.

## Palmarès en VTT

### Championnats du monde
- Fort William 2007
  - 10e du four-cross
- Canberra 2009
  - 6e du four-cross
- Champéry 2011
  - 7e du four-cross
- Saalfelden-Leogang 2012
  - 7e du four-cross
- Leogang 2013
  - 6e du four-cross
- Leogang 2014
  -  Médaillée de bronze du four-cross
- Val di Sole 2015
  -  Médaillée de bronze du four-cross
- Val di Sole 2018
  - 5e du four-cross

### Championnats d'Europe
- 2009
  - 6e du four cross
- 2010
  - 5e du four cross

### Championnats d'Allemagne
- 2008
  -  Championne d'Allemagne du four cross
- 2010
  -  Championne d'Allemagne du four cross
- 2011
  -  Championne d'Allemagne du four cross
- 2012
  -  Championne d'Allemagne du four cross
- 2018
  -  Championne d'Allemagne du four cross

### Autre
- 2016
  - Fort William (four cross)